# Granat (mineral)
Granat és com es coneix un grup de minerals nesosilicats amb la mateixa estructura. Aquest grup de minerals es coneix també com a grup del granat. Totes aquestes espècies de granats posseeixen propietats físiques i formes cristal·lines similars, però difereixen en la composició química. La fórmula química general dels granats és X₃Z₂(SiO₄)₃, on X representa metalls enllaçats amb una valència dos (ferro, calci, manganès o magnesi) i Z a metalls de valència tres (alumini, ferro o crom). Les principals espècies són: pirop, almandina, spessartina, grossulària, uvarovita i andradita.

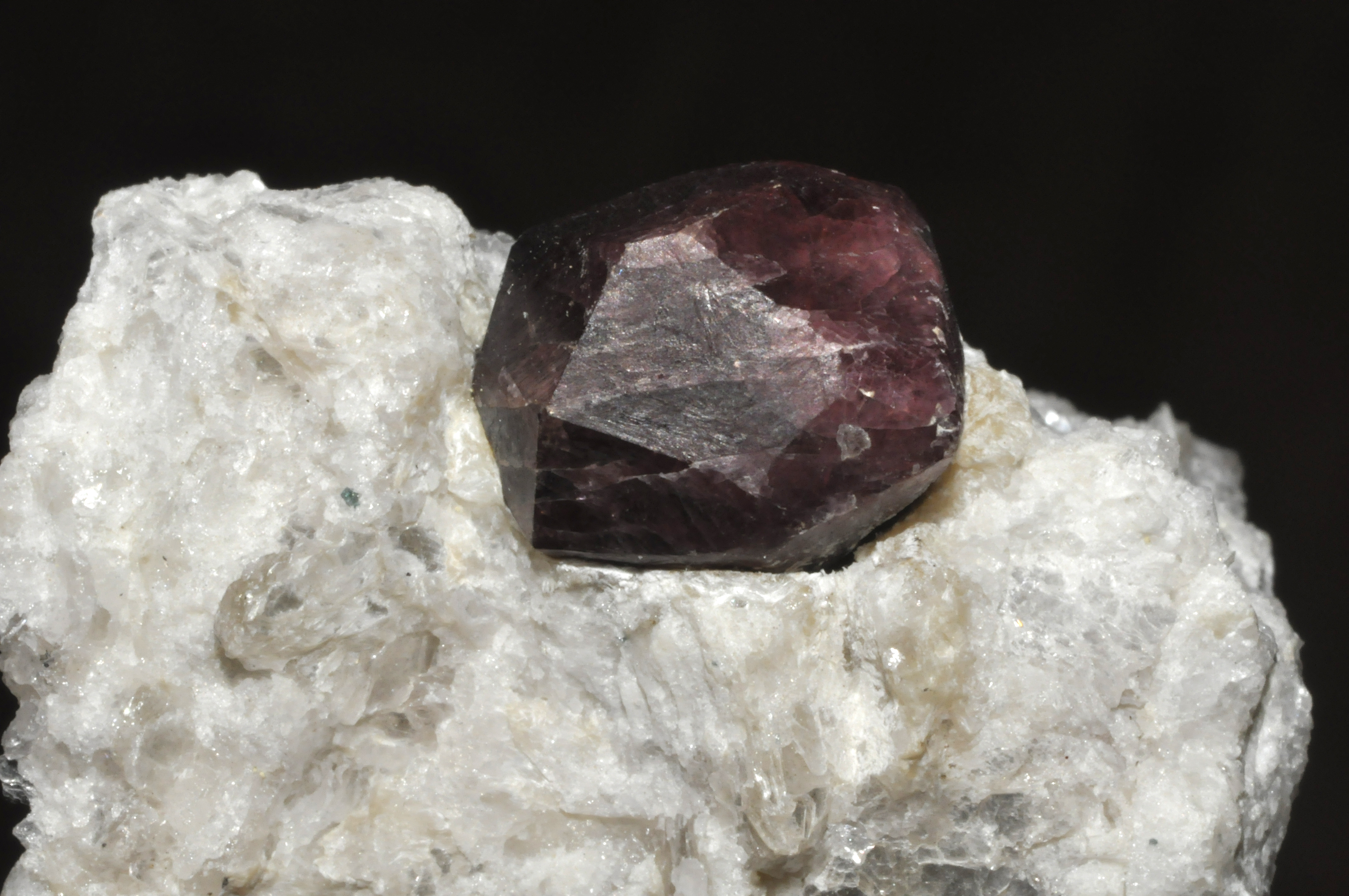
Pirop (Mg₃Al₂Si₃O₁₂)
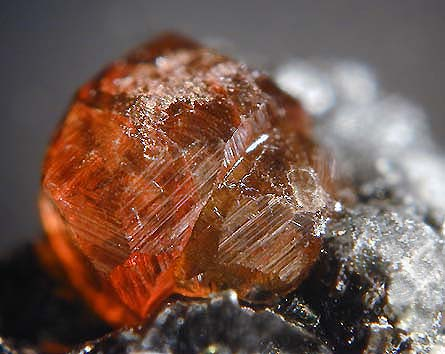
Almandina (Fe₃Al₂Si₃O₁₂)
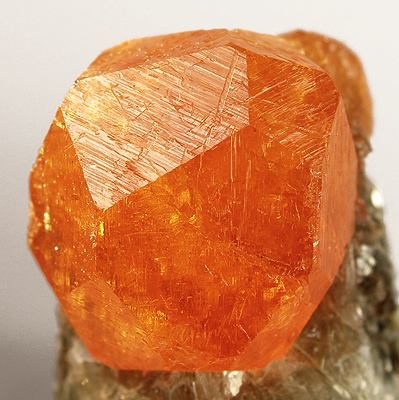
Spessartina (Mn₃Al₂Si₃O₁₂)
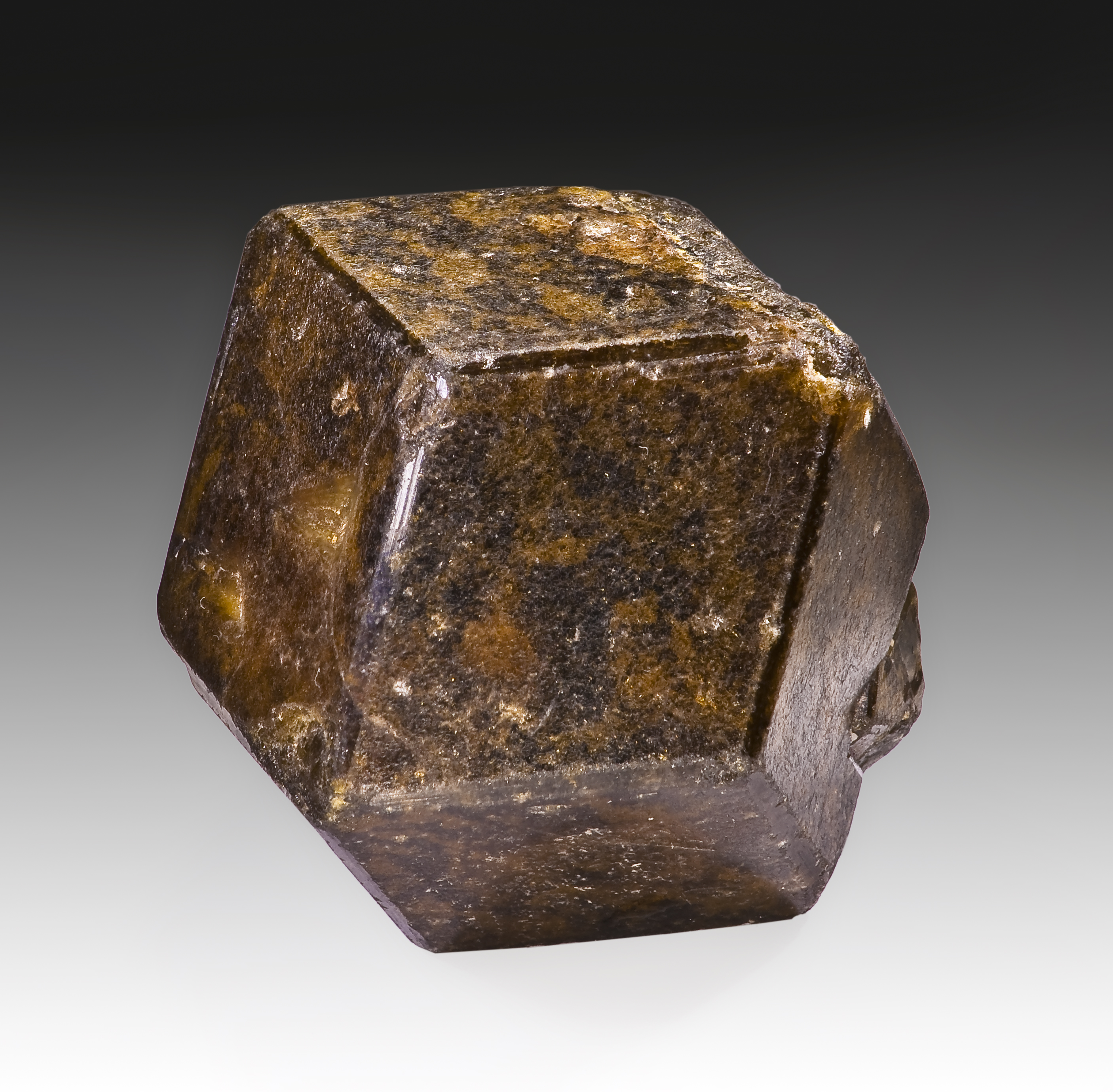
Andradita (Ca₃Fe₂Si₃O₁₂)
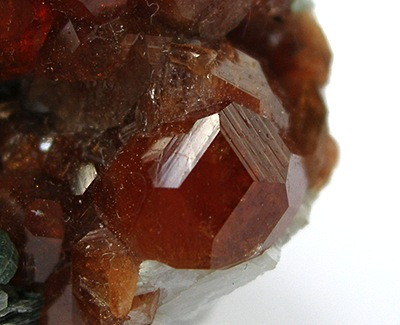
Grossulària (Ca₃Al₂Si₃O₁₂)
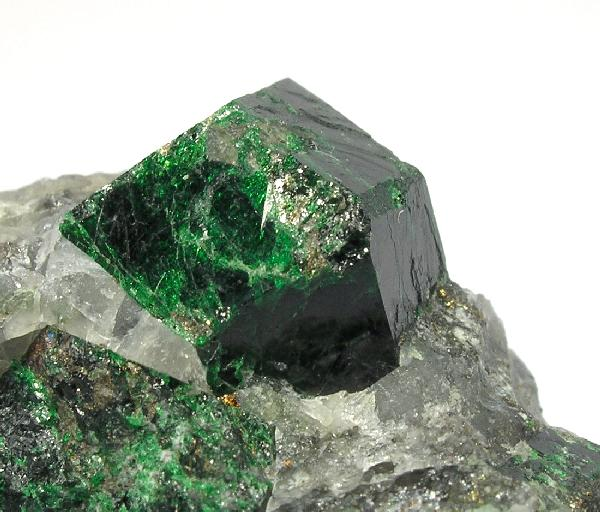
Uvarovita (Ca₃Cr₂Si₃O₁₂)

## Propietats físiques

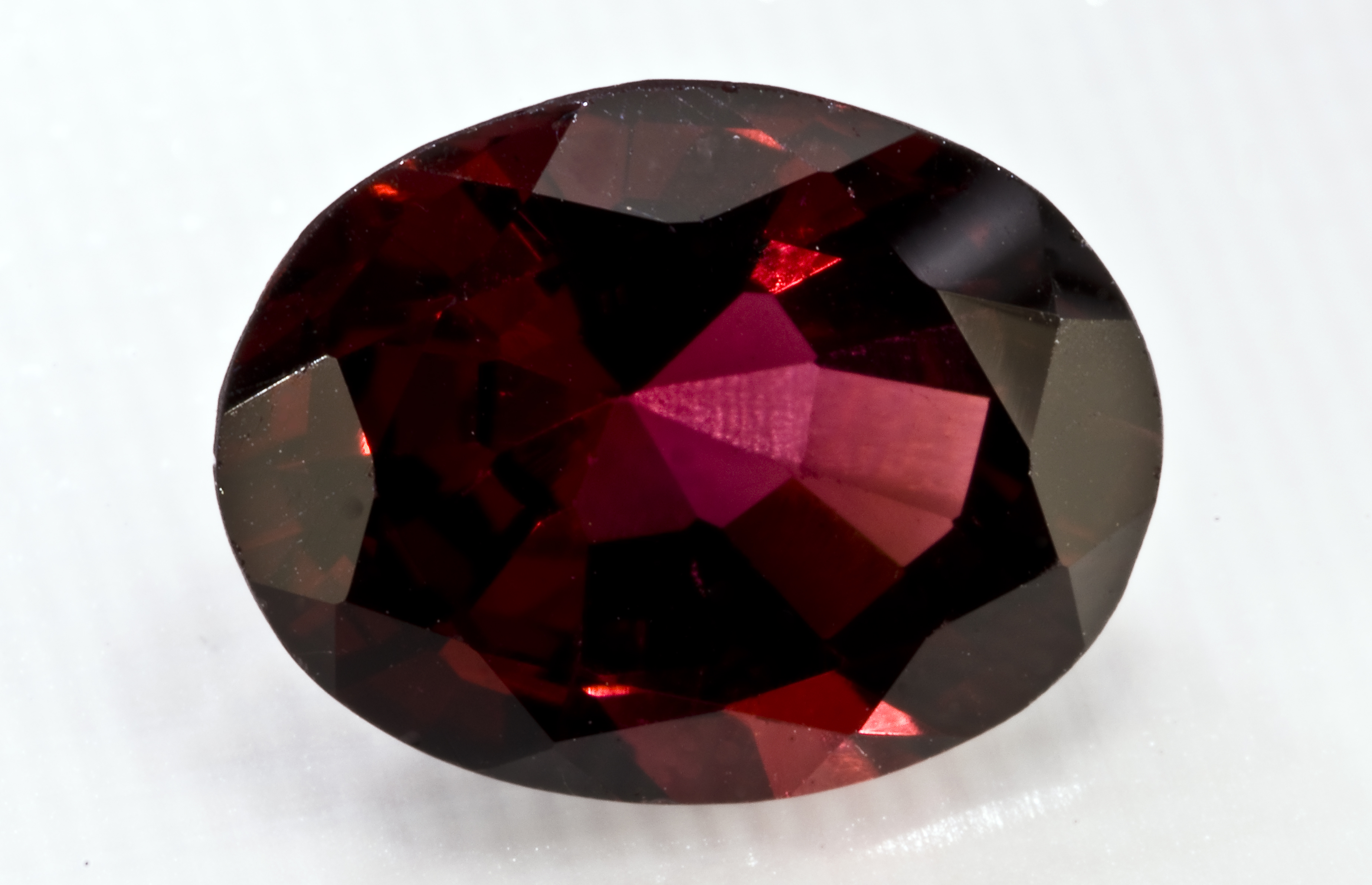
Granat polit i tallat

### Propietats
Els granats es poden trobar en molts colors incloent vermell, taronja, groc, verd, porpra, marró, blau, negre, rosa i incolor. El més rar d'ells és el granat blau, descobert el 1998 a Bekily, Madagascar. També s'ha trobat en algunes parts dels Estats Units, Rússia, Kenya, Tanzània i Turquia. Aquest granat pot canviar de color des del blau-verd a la llum del dia fins al porpra sota llum incandescent, com a resultat de les relativament altes quantitats de vanadi (al voltant d'1 wt. % V₂O₃). També existeixen altres varietats de granats de color canviant: durant el dia, el rang de colors oscil·la entre tons verds, beix, marró, gris i blau, però a la llum incandescent, apareixen d'un color vermellós o porpra; degut a aquest canvi de color, aquest tipus de granat es confon sovint amb l'alexandrita.
La lluentor del granat es classifica com vítria (com el vidre) o resinosa (com l'ambre). Són bastant immunes als àcids, però es descomponen totalment en carbonats alcalins fosos. Els granats són minerals petrogràfics, molt freqüents en roques metamòrfiques.

### Estructura cristal·lina

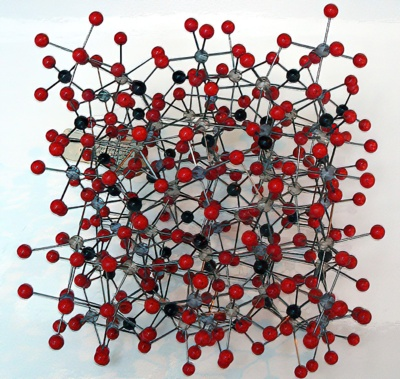
Estructura cristal·lina dels granats

Els granats es troben amb major freqüència en l'hàbit cristal·lí dodecaedre, però també es troben normalment en l'hàbit trapezoedre. Cristal·litzen en el sistema cúbic, que té tres eixos d'igual longitud i perpendiculars entre si. L'estructura del granat és molt complexa, i consisteix, bàsicament, en tetraedres aïllats de SiO₄, amb cations divalents en coordinació 4 (tetraèdrica) i cations trivalents en coordinació 6. Els granats no mostren exfoliació, així que quan es fracturen sota tensió, es formen peces irregulars.

### Duresa
A causa de la composició química variant de cada granat, els enllaços atòmics en algunes espècies són més forts que en altres. Com a resultat, aquest grup de minerals mostra un rang de duresa en l'escala de Mohs d'aproximadament 6,5 a 7,5. Les espècies més dures com l'almandina s'utilitzen sovint com a abrasius.

### Magnetisme per la identificació de sèries de granats
Amb la finalitat d'identificació, un potent imant de neodimi separa el granat de totes les altres pedres precioses transparents naturals d'ús comú en el comerç de la joieria. La mesura de la susceptibilitat magnètica juntament amb el seu índex de refracció es pot fer servir per distingir les diferents espècies i varietats de granat, i determinar la composició dels granats en termes de percentatges de les espècies terme extrem.

## Grup del granat
El grup del granat és un grup de minerals nesosilicats amb una estructura cristal·lina semblant que forma part del supergrup del granat. El grup del granat està format per catorze espècies: almandina, andradita, calderita, eringaïta, goldmanita, grossulària, knorringita, majorita, menzerita-(Y), momoiïta, morimotoïta, pirop, spessartina i uvarovita.
| Espècie       | Fórmula              |
| ------------- | -------------------- |
| Almandina     | Fe2+₃Al₂(SiO₄)₃      |
| Andradita     | Ca₃Fe3+₂(SiO₄)₃      |
| Calderita     | Mn+2₃Fe+3₂(SiO₄)₃    |
| Eringaïta     | Ca₃Sc₂(SiO₄)₃        |
| Goldmanita    | Ca₃V3+₂(SiO₄)₃       |
| Grossulària   | Ca₃Al₂(SiO₄)₃        |
| Knorringita   | Mg₃Cr₂(SiO₄)₃        |
| Majorita      | Mg₃(Fe2+Si)(SiO₄)₃   |
| Menzerita-(Y) | Y₂CaMg₂(SiO₄)₃       |
| Momoiïta      | Mn2+₃V3+₂(SiO₄)₃     |
| Morimotoïta   | Ca₃(Fe2+Ti4+)(SiO₄)₃ |
| Pirop         | Mg₃Al₂(SiO₄)₃        |
| Spessartina   | Mn2+₃Al₂(SiO₄)₃      |
| Uvarovita     | Ca₃Cr₂(SiO₄)₃        |